# NGC 3462
NGC 3462 é uma galáxia lenticular (S0) localizada na direcção da constelação de Leo. Possui uma declinação de +07° 41' 49" e uma ascensão recta de 10 horas, 55 minutos e 21,0 segundos.
A galáxia NGC 3462 foi descoberta em 23 de Janeiro de 1784 por William Herschel.